# لودوویکو فراری
لودوویکو فراری (۲ فوریه ۱۵۲۲ – ۵ اکتبر ۱۵۶۵) ریاضی‌دان ایتالیایی بود. او در بولونیا به دنیا آمد البته پدربزرگ او از میلان اخراج شد و لودوویکو در بولونیان ساکن شد. او به خدمتکاری جرلامو کاردانو درآمد که به دلیل استعدادی که از خود نشان داد کاردانو به او ریاضیات آموخت. فراری در حل معادله درجه دو و سه به کاردانو کمک کرد و در حل درجهٔ چهار بار اصلی بر دوش او بود. نتایج را کاردانو منتشر کرد. او در هنگامی که هنوز نوجوان بود پس از استعفای کاردانو به سفارش خود او یک شغل تدریس سطح بالا در روم بدست آورد او در ۴۲ سالگی بازنشسته شد و به بولونیا بازگشت درحالی که ثروتمند شده بود. او اندکی پس از زندگی در بولونیا به دلیل مسمویت از آرسنیک سفید از دنیا رفت. احتمالاً عامل این مسمومیت خواهر او بود.